# Ausstellungs- und Einkaufszentrum

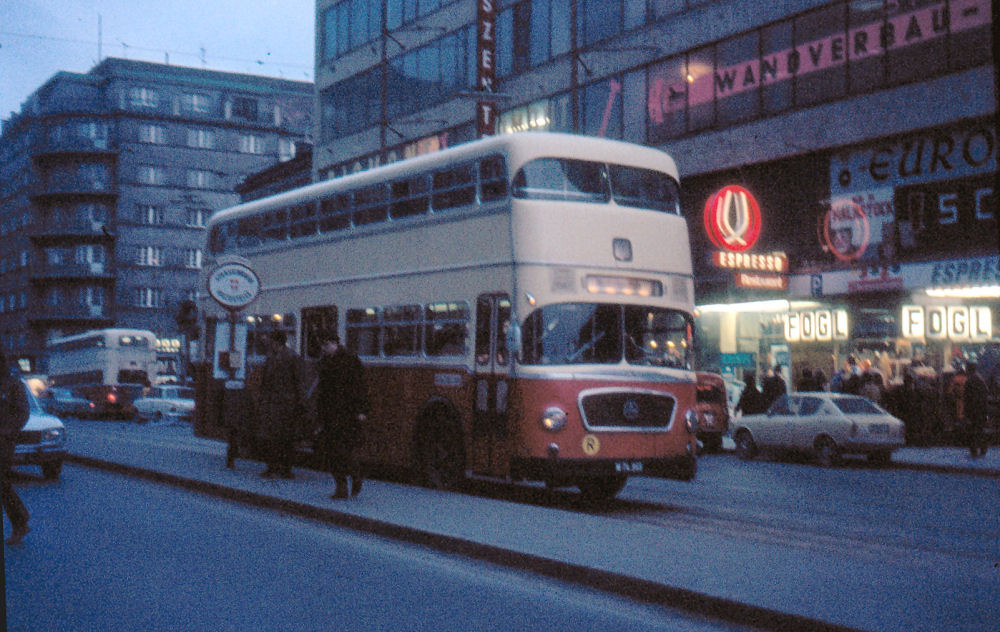
Vorderansicht des AEZ von der Landstraßer Hauptstraße

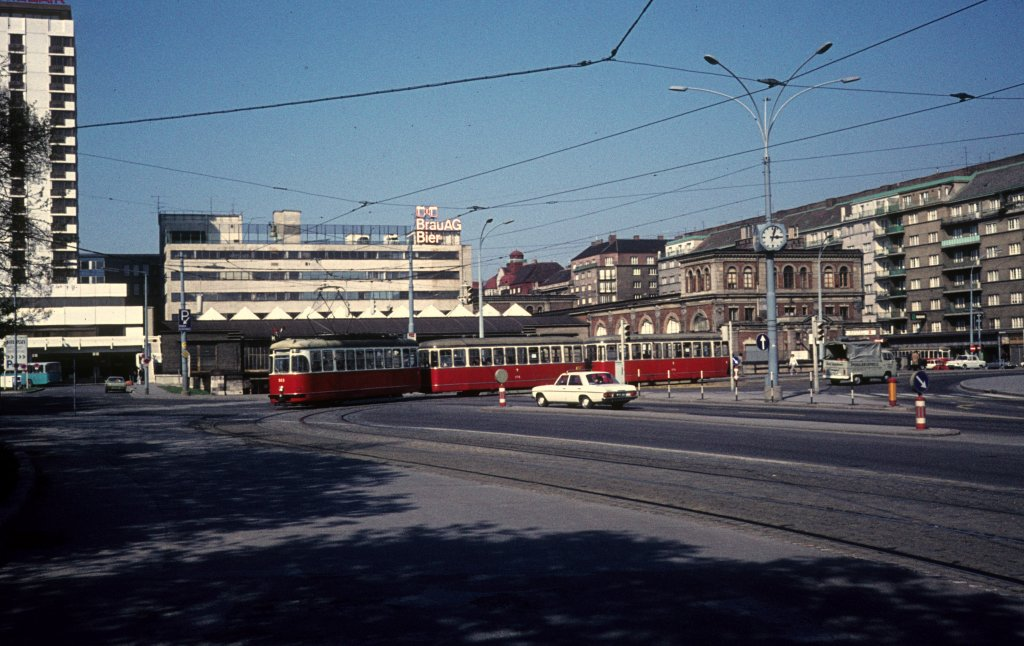
Rückansicht des AEZ von Am Heumarkt

Das Ausstellungs- und Einkaufszentrum im 3. Wiener Gemeindebezirk, Landstraße, besser bekannt als AEZ, war eines der ersten Einkaufszentren in Wien.
Es wurde 1957 auf der Überdeckung der Stadtbahnstation Hauptzollamt, 1962 im Zuge der Eröffnung der Schnellbahn in Landstraße umbenannt, heute Bahnhof Wien Mitte / Landstraße, im Verlauf des Straßenzuges Weiskirchnerstraße–Stubenbrücke–Landstraßer Hauptstraße nach den Plänen von Josef Wöhnhart errichtet. In drei mit Rolltreppen verbundenen Stockwerken (damals die längste Rolltreppe Österreichs) wurden Geschäfte untergebracht. Im vierten Stock befanden  sich ein Hotel und überdachte Parkplätze, ebenso im nicht überdachten fünften Stock (insgesamt für 110 Autos). Die Autos wurden mit einem automatischen  Aufzug hinaufgebracht. Vom Erdgeschoß konnte man auch direkt zum Bahnsteig der Schnellbahn-Stammstrecke und der Pressburger Bahn hinuntergehen.
Aus dem Festsaal des AEZ wurde von der Eröffnung an Jahrzehnte lang die Radiosendung Autofahrer unterwegs jeden Mittag mit Publikum live gesendet.
In den 1990er Jahren wurde das AEZ, da es für Käufer nicht mehr attraktiv genug war und sich auch nicht adaptieren ließ, geschlossen. Im Jahr 2000 wurde an seiner Stelle das Kino- und Erlebniszentrum W3 errichtet.